# De Dijk

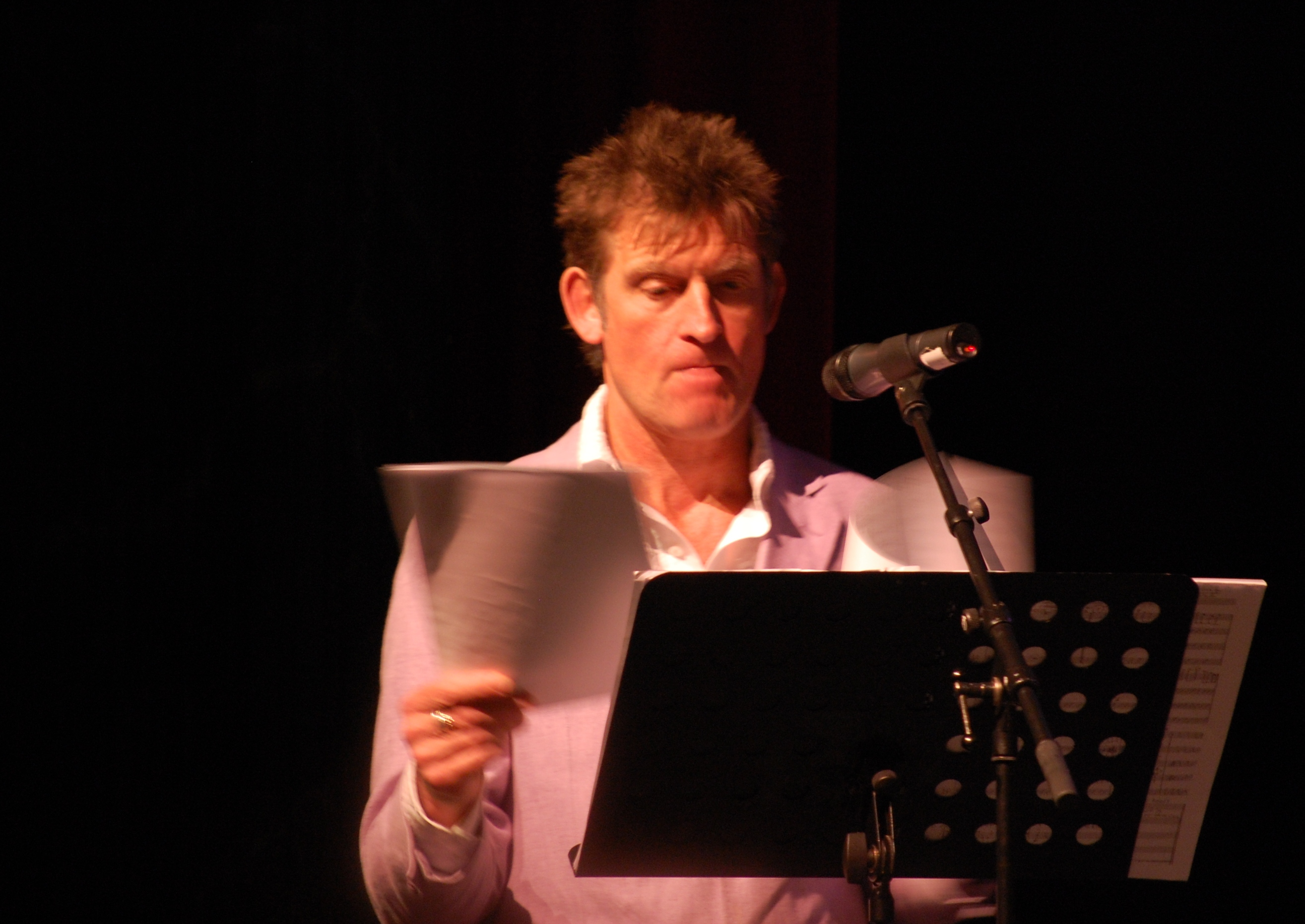
Huub van der Lubbe

De Dijk est un groupe néerlandais. Formé à Amsterdam dans les années 1980, il joue de la musique soul, blues et rock, en néerlandais.

## Discographie
- De Dijk (1982)
- Nooit meer Tarzan (1983)
- Elke dag een nieuwe hoed (1985)
- Wakker in een vreemde wereld (1987)
- Niemand in de stad (1989)
- Live (1990)
- Nooit genoeg (1991)
- Zeven levens (1992)
- De blauwe schuit (1994)
- De stand van de maan (1997)
- Voor de tover (1998)
- Het beste van (1998)
- Zevende hemel (2000)
- Muzikanten dansen niet (2002)
- Door (2003)
- Later is nu (2005)
- Zullen we dansen (2006)
- We beginnen pas (2006)
- Brussel (2008)
- Hold on tight (2010, avec Solomon Burke)